# Freunde bis zum letzten
Freunde bis zum letzten (Alternativtitel: Die Harfe von Burma) ist ein japanischer Film aus dem Jahr 1956. Er erzählt die Geschichte einer japanischen Kompanie am Ende des Zweiten Weltkrieges in Burma. Bei der Oscarverleihung 1957 war er in der Sektion Bester fremdsprachiger Film nominiert. Der Film basiert auf dem gleichnamigen Roman von Takeyama Michio.
Der Film erschien in Japan ursprünglich in zwei Teilen in den Kinos: der erste Teil (ビルマの竪琴　第一部, Biruma no Tategoto: Dai-ichi-bu) mit 63 Minuten am 21. Januar 1956 und der zweite Teil (ビルマの竪琴　第一部, Biruma no Tategoto: Dai-ni-bu) mit 81 Minuten am 12. Februar 1956. Diese 144 Minuten wurden später zu einem Einteiler von 116 Minuten zusammengeschnitten.

## Handlung
Im Juli 1945 ist die Inouye-Kompanie in Burma auf dem Rückzug. Sie will bis zur thailändischen Grenze durchkommen. Ihr Hauptmann Inouye hat eine musikalische Ausbildung genossen, seine Kompanie im Chorsingen geübt und den Gefreiten Mizushima Yazuhiko im Saungspielen unterrichtet.
Nachdem Japan kapituliert hat, begibt sich die Kompanie in britische Gefangenschaft. Während die Kompanie auf dem Weg in das Gefangenenlager nach Mudon ist, wird Mizushima von seinem Hauptmann für eine spezielle Mission ausgewählt:
Eine japanische Einheit hat sich in einer Berghöhle verschanzt und will nicht aufgeben. Mizushima soll sie auf Wunsch der britischen Armee zur Aufgabe bewegen, dafür bekommt er dreißig Minuten Zeit. Doch die Einheit weigert sich und Mizushima wird gemeinsam mit ihr beschossen. Er überlebt schwer verletzt. Ein burmesischer buddhistischer Mönch nimmt sich seiner an und pflegt ihn gesund. 
Diesem stiehlt Mizushima das Gewand und macht sich auf nach Mudon. Die burmesische Bevölkerung hilft dem vermeintlichen Mönch, die Strapazen der Wanderung zu überstehen, indem sie ihm Essen spendet. Auf seiner Reise sieht er immer wieder unbegrabene Leichen japanischer Soldaten, die er zunächst noch bestattet; später gibt er dieses Unterfangen jedoch auf. In Mudon wohnt er zufällig einer Beerdigung eines unbekannten japanischen Soldaten bei, den das britische Krankenhauspersonal nach christlicher Art und mit Gesang die letzte Ehre erweist. Mizushima entscheidet sich, nicht zu seiner Kompanie zurückzukehren, sondern stattdessen die Leichen zur Ruhe zu betten.
Doch die Kompanie und vor allem der Hauptmann interessieren sich sehr für Mizushimas Verbleib. Obwohl es sehr wahrscheinlich ist, dass er zu Tode gekommen ist, lassen die Begegnungen mit einem jungen einheimischen Mönch und mit Harfenmusik, die nach Mizushimas Art gespielt wird, immer wieder die Hoffnung nach einem Wiedersehen aufleben.
Als die Kompanie dann die Erlaubnis bekommt, nach Japan zurückzukehren, versuchen ihre Mitglieder dem Mönch mithilfe eines sprechenden Papageis eine Botschaft zu übermitteln, was auch gelingt. Es stellt sich heraus, dass es sich in der Tat um Mizushima handelt und er nicht mit nach Japan zurückkehren möchte. Auf der Überfahrt nach Japan liest der Hauptmann Mizushimas Brief an die Kompanie laut vor und diese ist von dessen Plänen bewegt. Am Ende wird auch gezeigt, welches Kompaniemitglied den Film als Erzähler begleitete.

## Neuverfilmung
1985 verfilmte der Regisseur das Buch ein weiteres Mal.

## Kritik
Das Lexikon des Internationalen Films bewertet Freunde bis zum letzten als einen „[s]ehr eindrucksvolle[n] Antikriegsfilm, geprägt durch [sic] eine fremdartige, symbolhafte Bildsprache und humanitäres Engagement.“